# Kwintus Tinnejusz Rufus
Kwintus Tinnejusz Rufus był rzymskim politykiem żyjącym w II wieku. Należał do patrycjuszowskiego rodu.
Od maja do października 127 był konsulem dodatkowym (consul suffectus). W latach 130/131 – 134 był legatem (legatus Augusti pro praetore) Judei. W tym czasie wybuchło powstanie Bar-Kochby. Rufus nie umiał przeciwstawić się rewolucjonistom i został z kretesem pobity. Hadrian musiał sprowadzić Publiusza Marcellusa, a potem Sekstusa Juliusza Sewerusa, wezwanego aż z Brytanii, aby rebelia została stłumiona.
Euzebiusz z Cezarei i rabini przypisywali Rufusowi odpowiedzialność za religijne prześladowania Żydów podczas drugiego powstania przeciwko Rzymianom oraz za realizację dekretu Hadriana wyrzucającego ich z Judei i za zaoranie Wzgórza Świątynnego. W Talmudzie jest nazywany „Tyrannosem” Rufusem.
Dla historyków trudne do odgadnięcia są powody mniej wrogiej prezentacji Tinnejusza Rufusa przez późniejsze partie literatury rabinicznej. Jest tam przedstawiony jako człowiek obeznany ze Starym Testamentem, który regularnie kierował dokuczliwe i dogłębne pytania do słynnego rabina Akiby z II wieku, np: „Skoro Bóg tak kocha obrzezanie, to dlaczego każdy mężczyzna nie rodzi się obrzezany?” Akibie nigdy nie brakło odpowiedzi, co drażniło Rufusa. Według talmudycznej legendy żona namiestnika, aby przyciągnąć uwagę rabina i sprawić, by zapomniał o jej mężu, próbowała Akibę uwieść. Najpierw jej się nie udało, ale ostatecznie swój zamiar zrealizowała, poślubiając go po przejściu na judaizm.